# Carlos Gustavo Moreira
Carlos Gustavo Tamm de Araujo Moreira (* 8. Februar 1973 in Rio de Janeiro) ist ein brasilianischer Mathematiker, der sich mit Dynamischen Systemen, Ergodentheorie, Zahlentheorie und Kombinatorik befasst.
Er ist am Instituto Nacional de Matemática Pura e Aplicada (IMPA), an dem er 1993 bei Jacob Palis promoviert wurde.
2009 erhielt er den Preis der Unión Matemática de América Latina y el Caribe, 2010 den Preis der Third World Academy of Sciences und 2018 wurde er als Plenarsprecher für den Internationalen Mathematikerkongress in Rio de Janeiro ausgewählt. 2008 wurde er Mitglied der Brasilianischen Akademie der Wissenschaften. 2014 war er Eingeladener Sprecher auf dem Internationalen Mathematikerkongress in Seoul (Fractal geometry and dynamical bifurcations). 2018 ist er Plenarsprecher auf dem ICM in Rio (Dynamical systems, fractal geometry and diophantine approximations).

## Schriften (Auswahl)
- mit Artur Avila: Statistical properties of unimodal maps: the quadratic family, Annals of Mathematics, Band 161, 2005,  S. 831–881
- mit  Noga Alon, Y. Kohayakawa, C. Mauduit, Vojtěch Rödl: Measures of pseudorandomness for finite sequences: minimal values, Comb. Prob. Comput., Band 15, 2005, S. 1–29, Teil 2 typical values, Proceedings of the London Mathematical Society, Band 95, 2007, S. 775–812
- mit Jean-Christophe Yoccoz: Stable intersections of regular Cantor sets with large Hausdorff dimensions, Annals of Mathematics, Band 154, 2001, S. 45–96, JSTOR